# Болнес (община)
Болнес (на шведски: Bollnäs kommun) е община в Швеция в състава на лен Йевлебори. Главен административен център на общината е едноименния град Болнес. Население на общината 26 141 души (към 31 декември 2013).